# Etologija
Etologija (грч. ήθος — navika, običaj, narav, karakter + грч. λογος — nauka, znanje, znanost, učenje) biologija je ponašanja, tj. grana biologije koja proučava ponašanje životinja uključujući ljude.
Fokus etologije je ponašanje u prirodnim uslovima, dok je biheviorizam usmjeren na proučavanje prirode, modela i specifičnih odgovora ponašanja u laboratorijski podešenim okolnostima.

## Metodi
Temeljni metodi etologije uvažavaju neophodnost analitičkih odgovora na nekoliko osnovnih pitanja.
Neka od ovih pitanja su:
1. koji (unutrašnji i vanjski) faktori uzrokuju odgovarajući odgovor u ponašanju,
2. šta i kako upravlja ponašanjem i
3. kakva je priroda interakcije ponašanja i životne sredine.[2][3]

## Polje
Etologija ima veoma širok raspon istraživanja, od odnosa prema sopstvenom tijelu i egzistenciji, preko međuindividualnih i međugrupnih odnosa posmatrane vrste organizama, do proučavanja interspecijskih oblika ponašanja. Nastoji objasniti i dinamiku pojedinih načina (modela) ponašanja. Snažno je povezana sa interaktivnim područjima neuroanatomije, ekologije, evolucijom i sl. nauka. Etolozi su zainteresovani i za moguće oblike međuindividualne, međugrupne i međuvrsne saradnje (ne)srodnika, agresije, teritorijalnosti, zavičajnosti (home range), altruizma i dr. oblika interakcije organizama kao što su simbioza, parazitizam, mutualizam.
U početnim fazama razvoja, biologija ponašanja je prihvatana kao granično područje sa psihologijom. Tako i mnoge savremene oblasti etologije počivaju na osnovnim spoznajama klasične zoopsihologije. U prošlosti su mnogi prirodnjaci proučavali moguće aspekte ponašanja životinja i ljudi. Moderna era etologije počinje tokom 1930-ih, najprije u istraživanjima Holandeza Nikolasa Tinbergena i austrijskih biologa Konrada Lorenca i Karla fon Friša, grupnih dobitnika Nobelove nagrade za fiziologiju i medicinu (1973). Lorencov saradnik Tinbergen apelira da etologija obavezno treba uključivati četiri objašnjenja u svakoj instanci ponašanja:
1. funkcija — kako ponašanje utiče na izglede za opstanak i reprodukciju i zašto se, u određenim situacijama, reaguje na isti a ne na neki drugi način;
2. kauzalnost – šta stimuliše određeni odgovor i kako se on modifikuje recentnim učenjem;
3. razvoj – kako se ponašanje mijenja sa starenjem i da li je rano iskustvo neophodno za ispoljavanje određenog modela ponašanja; i
4. evoluciona istorija — kako se određeno ponašanje može komparirati sa sličnim u srodnim vrstama i kako se razvija tokom procesa filogeneze.[6][7]

Ostvarena objašnjenja na ovim nivoima su komplementarna i interaktivna — svaka njegova instanca odgovara objašnjenju na svakom od četiri pomenuta nivoa.
Na početku 21. vijeka posebna pažnja je usmjerena na animalnu i ljudsku komunikaciju i emocije, animalne „kulture”, učenje i seksualnu kondukciju. Razvijaju se i nova polja etologije, kao što je na primjer neuroetologija, a izvjesno je i otvaranje istraživanja o ponašanju neanimalnih organizama kao što je primjera radi biljni svijet.

## Ljudi
Spisak najpoznatijih etologa ili naučnika koji su dali značajan doprinos etologiji (mnogi na spisku su u stvari komparativni psiholozi).
- Robert Ardri
- Džonatan Bolkom
- Patrik Bejtson
- Mark Bekof
- Ingeborg Beling
- Džon Boulbi
- Donald Brum
- Volis Krejg
- Čarls Darvin
- Marijan Stemp Dokins
- Ričard Dokins
- Viktor Dolnik
- Ireneus Ajbl-Ajbesfelt
- Džon Endler
- Žan-Anri Fabr
- Dajan Fosi
- Karl fon Friš
- Daglas P. Fraj
- Birute Galdikas
- Džejn Gudol
- Džejms L. Guld
- Templ Grandin
- Džudit Hend
- Klarens Elis Harbison
- Hajni Hediger
- Oskar Hajnrot
- Robert Hajnd
- Bernard Holander
- Sara Herdi
- Džulijan Haksli
- Džulijan Džejns
- Erih Klinghamer
- Džon Krebs
- Alister Lorens
- Konrad Lorenc
- Obri Mening
- Judžin Marej
- Piter Robert Marler
- Patriša Makonel
- Dezmond Moris
- Martin Mojnihan
- Ivan Pavlov
- Ajrin Peperberg
- Kevin Ričardson
- Džordž Romejns
- Tomas Sibiok
- Barbara Smats
- Vilijam Homan Torp
- Niko Tinbergen
- Jakob fon Ikskil
- Frans de Val
- Vilijam Morton Viler
- E. O. Vilson
- Čarls Otis Vitman
- Amoc Zahavi

## Spoljašnje veze
- -{Konrad Lorenz Institute for Evolution and Cognitive Research
- Center for the Integrative Study of Animal behaviour Архивирано на веб-сајту  (23. октобар 2016)
- Applied Ethology
- Ethology in the world of the horse — whisperers and new masters
- Abstracts of the XXIX Ethological Conference
- Center for Avian Cognition University of Nebraska (Alan Kamil, Alan Bond)}-

Dijagrami za Tinbergenova četiri pitanja
- -{The Four Areas of Biology
- The Four Areas of Biology AND levels of inquiry}-